# Xã Omega, Quận O'Brien, Iowa
Xã Omega (tiếng Anh: Omega Township) là một xã thuộc quận O'Brien, tiểu bang Iowa, Hoa Kỳ. Năm 2010, dân số của xã này là 223 người.